# Fotoknjiga
Fotoknjiga je vrsta knjige, pri kateri je vsebina pretežno fotografska.
Fotoknjige so v stroki uveljavljen način predstavitve dela profesionalnih fotografov, zaradi vedno cenejšega tiska in vzponom digitalne fotografije pa se uveljavljajo tudi širše kot nadomestek albuma s fotografijami. Kot že ime samo pove, ima fotoknjiga lastnosti fotoalbuma, po svoji obliki pa je pravzaprav knjiga. Ima več prednosti pred klasičnimi fotoalbumi, saj po navadi omogoča postavitev fotografij po lastnih željah, dodajanje podnapisov, naslovov itd. V fotoknjigi so po želji naročnika  fotografije kvalitetno natiskane in zvezane. Fotoknjige so lahko različnih formatov in debelin. Pomembna prednost fotoknjige je tudi, da se lahko naredi v neomejenem številu izvodov.